# Sinagoga di Sofia
La sinagoga di Sofia è situata nel centro di Sofia in Bulgaria.
Costruita tra il 1905 e il 1909, in stile neomoresco, è una delle più grandi sinagoghe monumentali d'Europa. È per grandezza la seconda sinagoga sefardita più grande d'Europa, preceduta solamente dalla Sinagoga portoghese di Amsterdam.

## Costruzione
Alla fine dell'Ottocento la comunità ebraica di Sofia necessitava di un luogo di culto più grande per far fronte al proprio incremento demografico. Il progetto fu affidato all'austriaco Friedrich Grünanger, al tempo il più famoso architetto attivo in Bulgaria e già autore a Sofia di altri importanti edifici religiosi monumentali.
I preparativi cominciarono nel 1903 su iniziativa del rabbino capo Marcus Ehrenpreis. Per la costruzione, sul luogo dove già sorgeva una vecchia sinagoga occorsero quattro anni, dal 13 novembre 1905 al 1909.
La sinagoga fu solennemente inaugurata il 9 settembre 1909, alla presenza del re Ferdinando I di Bulgaria. Oltre alla sala di preghiera l'edificio ospitava anche gli uffici rabbinici e una ricca biblioteca.

## L'architettura della sinagoga

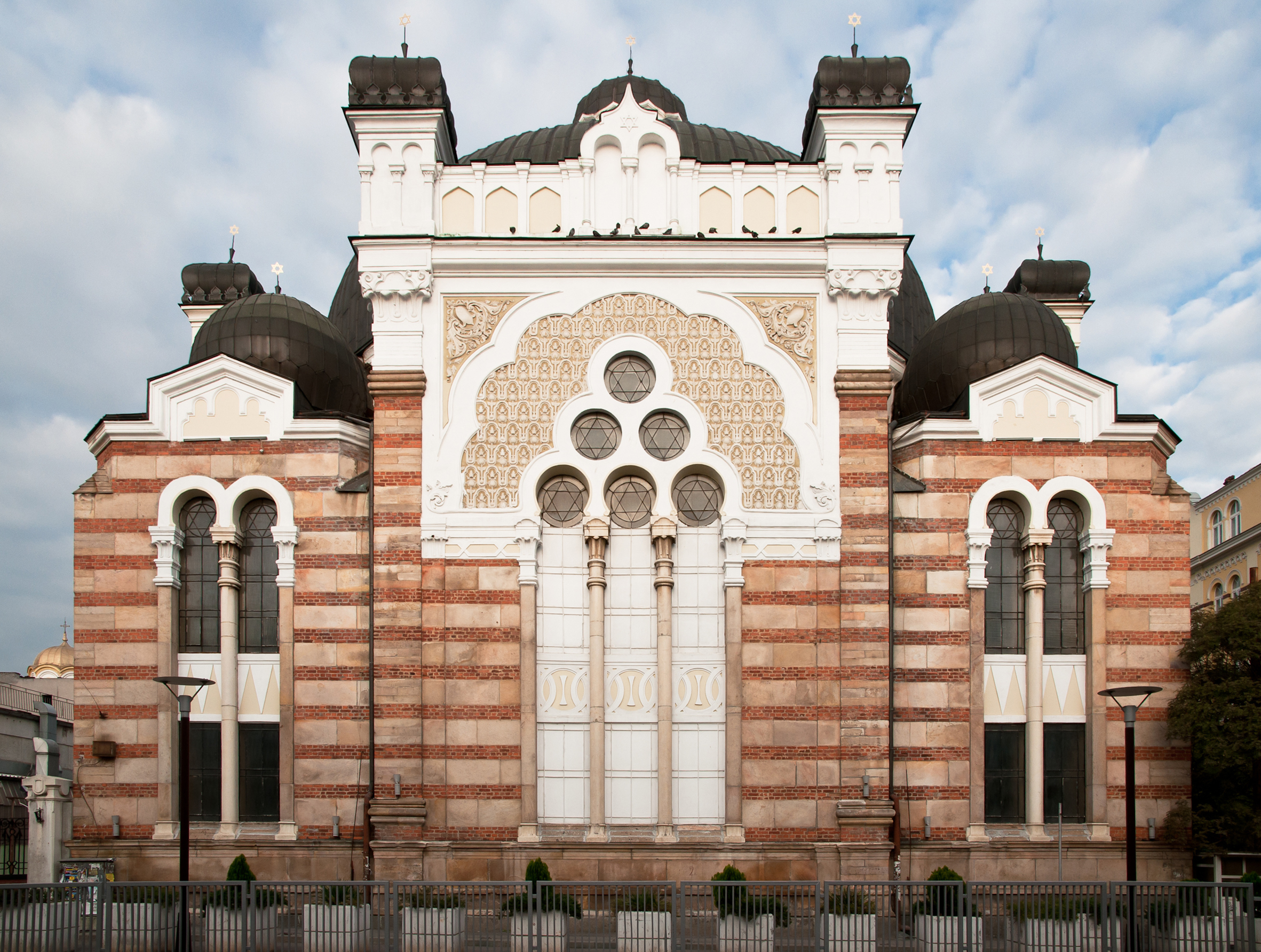
La facciate posteriore

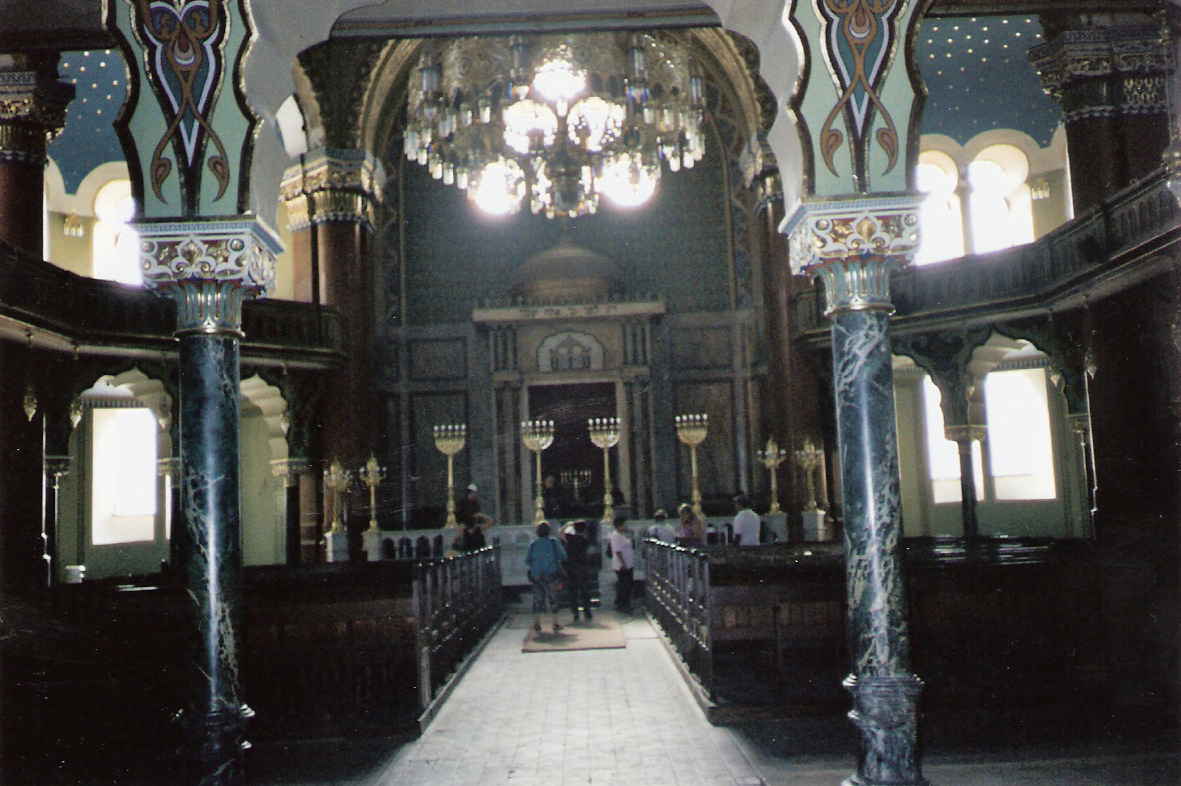
L'interno

Friedrich Grünanger disegnó un edificio monumentale in stile neomoresco, secondo una moda diffusa nell'architettura delle sinagoghe del tempo, rifacendosi al modello del Leopoldstädter Tempel. La sinagoga di Sofia, con le sue variopinte cupole e torri, certamente sortì nell'effetto di risultare come uno degli edifici più caratteristici ed originali della città. Ha una pianta quadrata con una grande cupola centrale, quattro cupolette agli angoli, e due alte torrette a minareto sul lato d'ingresso Le facciate policrome sui quattro lati alternano mura a strisce bianche e rosse movimentate da ampi finestroni, con contaminazione eclettiche che richiamano le stile veneziano.
In conformità con la tradizione bulgara sinagogale sefardita, si entra attraverso un grande cortile, che separa l'ingresso dalla strada. Un altro ingresso monumentale sulla via (e uno più piccolo dal cortile) conducono al matroneo. Dal foyer dell'edificio si giunge alla sala di preghiera e agli uffici della comunità.
All'interno l'alta cupola centrale è costruita su un tamburo ottagonale sostenuto da quattro pilastri con colonne in marmo di Carrara. Le decorazioni policrome sono ad affresco e mosaici veneziani. Sulla parete di fondo, su una tribuna di marmo, si trova l'arca santa con davanti il leggio separato dalla sala da una balaustra su cui poggiano i grandi candelabri. Al centro della sala pende l'enorme lampadario, di oltre 2200 chili, fatto costruire a Vienna e considerato il più grande di tutti i Balcani.
L'area dell'edificio è di 650 metri quadrati; l'altezza dal marciapiede alla punta della cupola è di 31 metri. All'interno la cupola si eleva per 23 metri con un diametro di 19 metri. La sinagoga poteva ospitare quasi 1200 persone a sedere.

## La situazione odierna
Benché durante la seconda guerra mondiale la Bulgaria fosse alleata alla Germania nazista, agli ebrei bulgari furono risparmiate le distruzioni dell'Olocausto. Anche la sinagoga non subì atti di vandalismo e profanazione; fu però seriamente danneggiata nei bombardamenti del 1944 che colpirono l'angolo nord-orientale dell'edificio causando la distruzione di tutte le vetrate colorate. Andarono persi anche quasi la totalità della collezione di libri e manoscritti della biblioteca.
La maggior parte degli ebrei di Sofia lasciarono la città nel dopo-guerra per emigrare in Israele. La sinagoga tuttavia non ha mai cessato di funzionare al servizio delle necessità della locale comunità. Oltre agli uffici del Consiglio religioso ebraico l'edificio ospita dall'8 maggio 1992 anche un museo sulla storia degli ebrei in Bulgaria, che espande la mostra documentaria ("The Rescue of the Bulgarian Jews 1941-1944") che vi era aperta dal 1968 al 1990.
A partire dal 2001 importanti lavori di restauro sono stati avviati con il contributo della Fondazione Doron di Israele e del World Monuments Fund, che stanno gradualmente restituendo l'edificio al suo splendore originario

## Galleria d'immagini

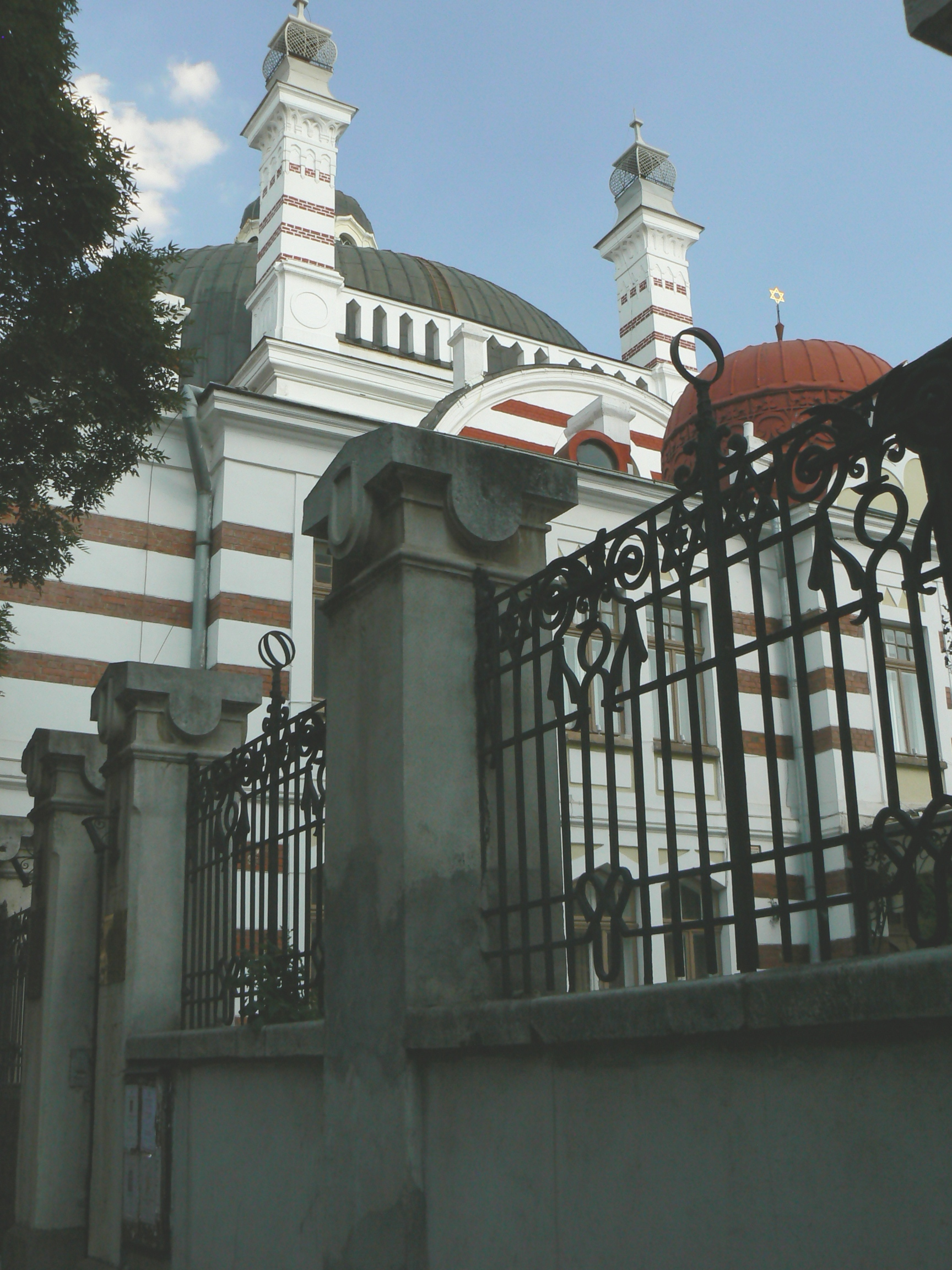
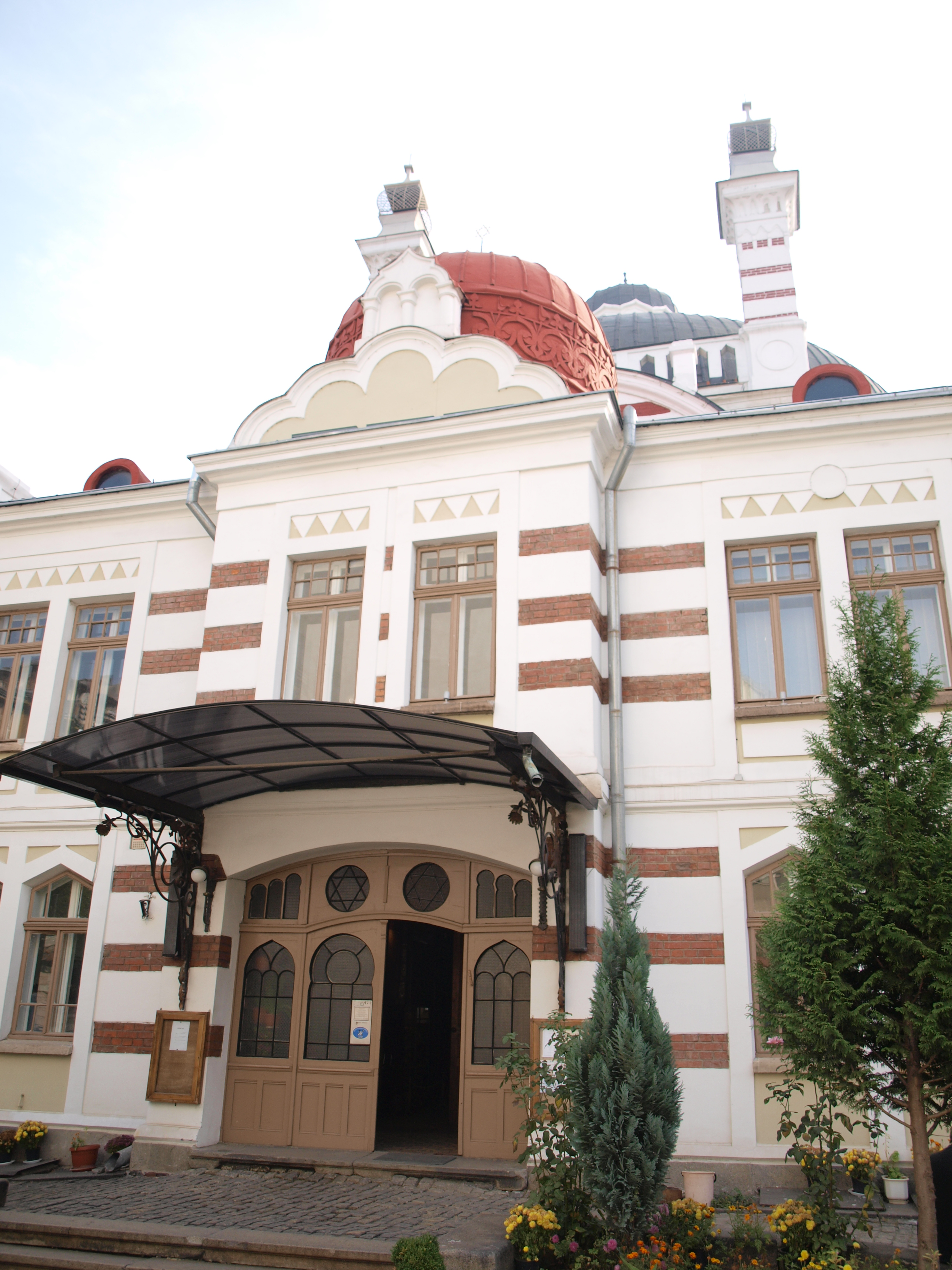
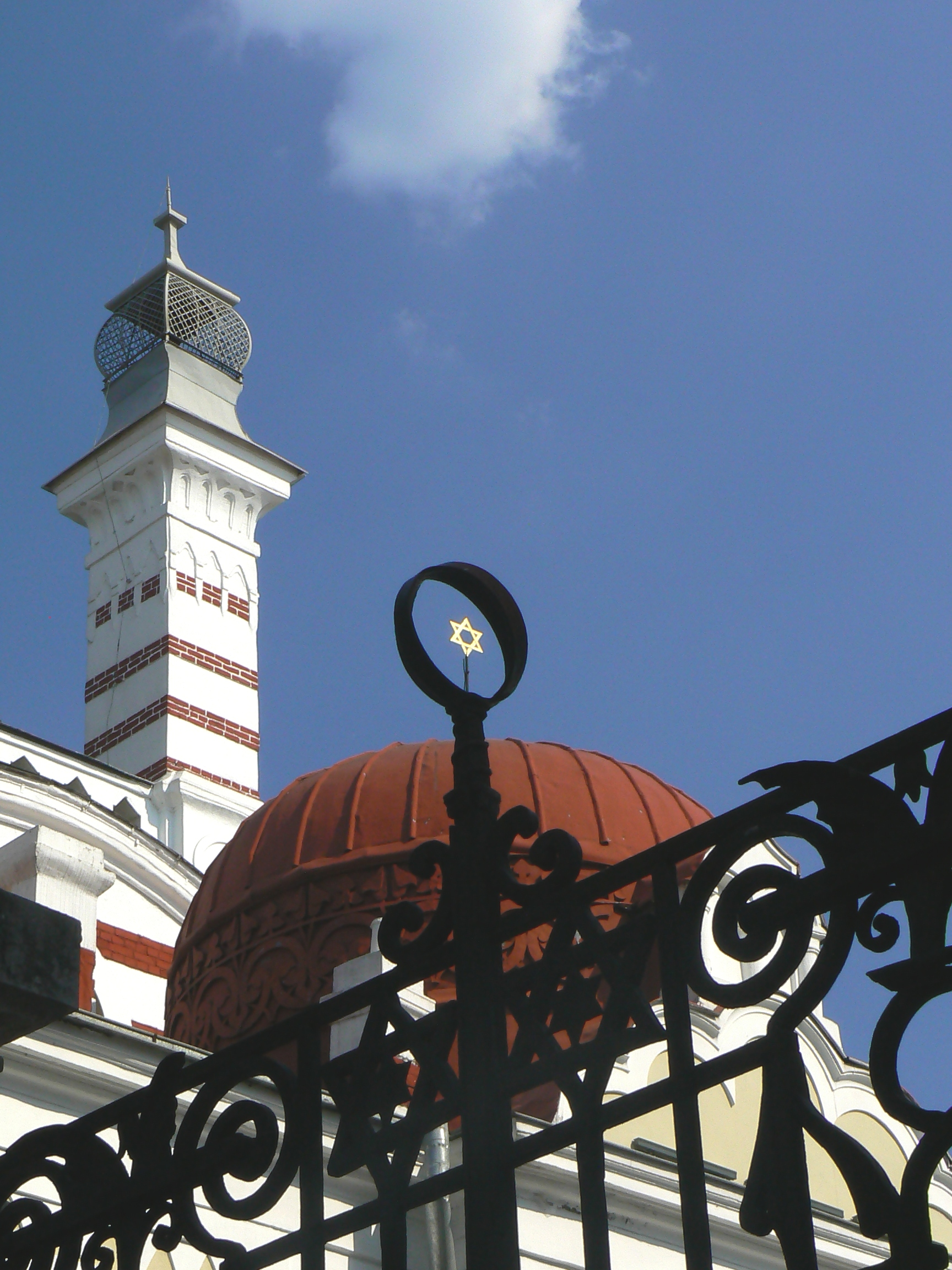
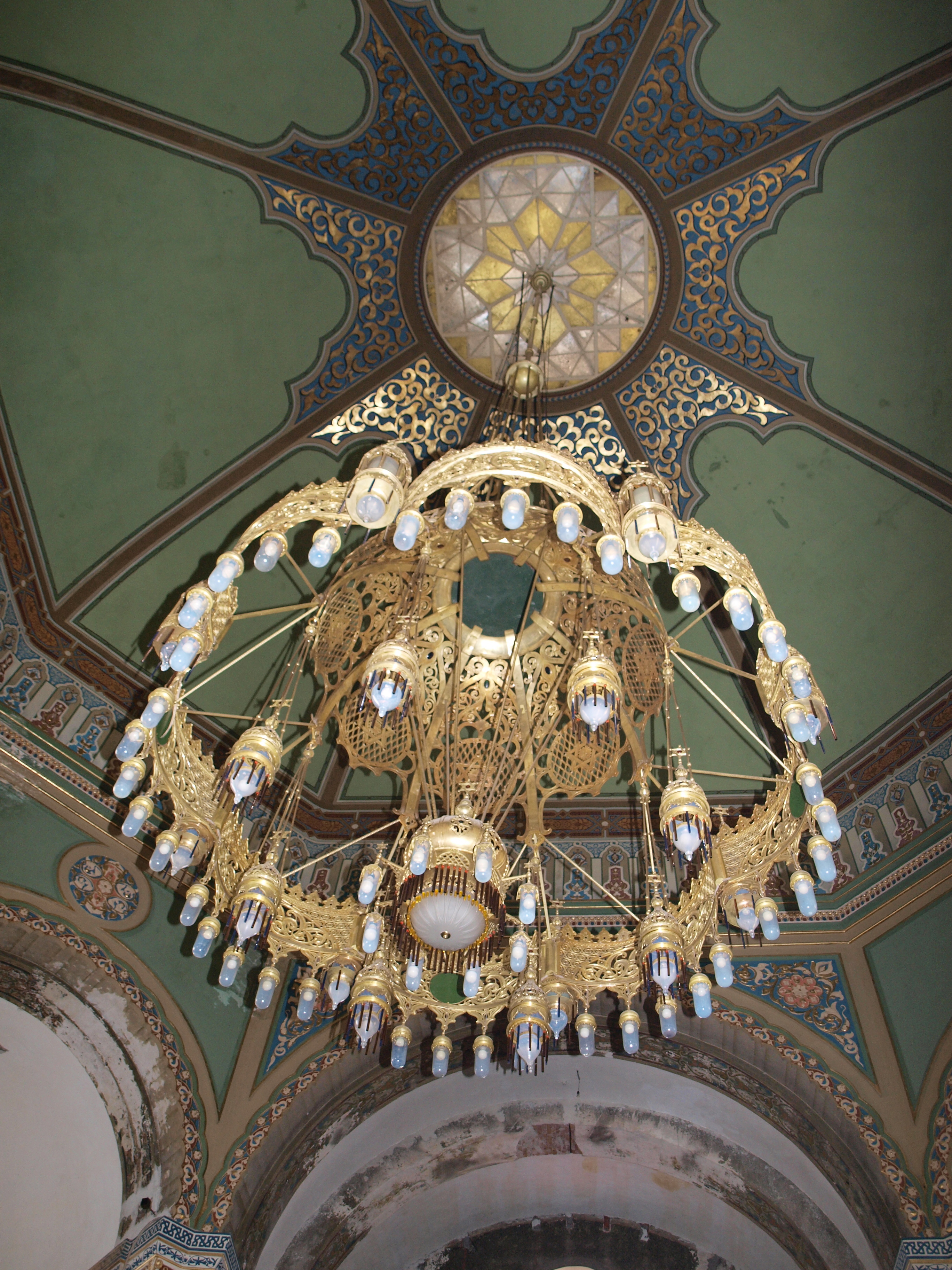
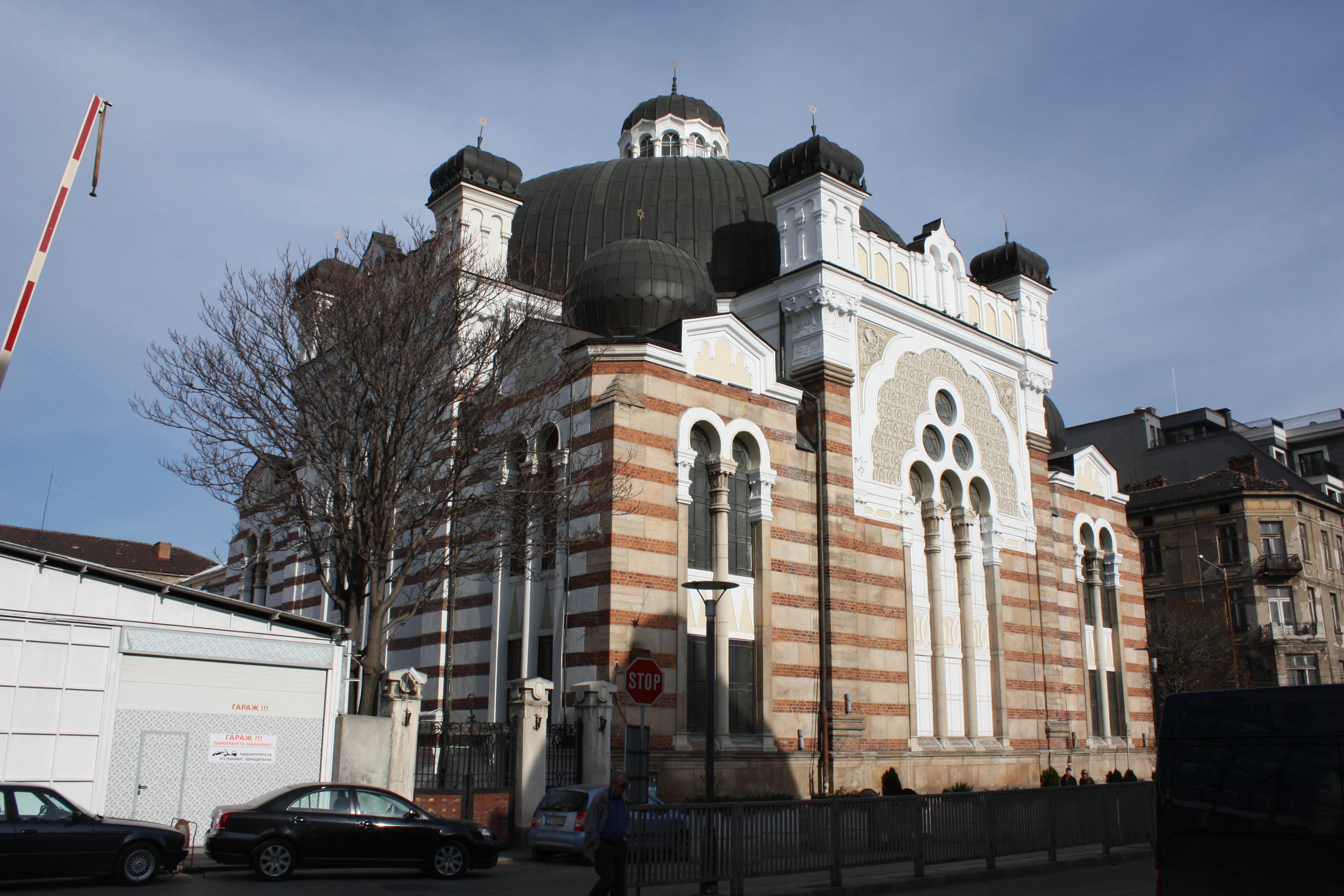
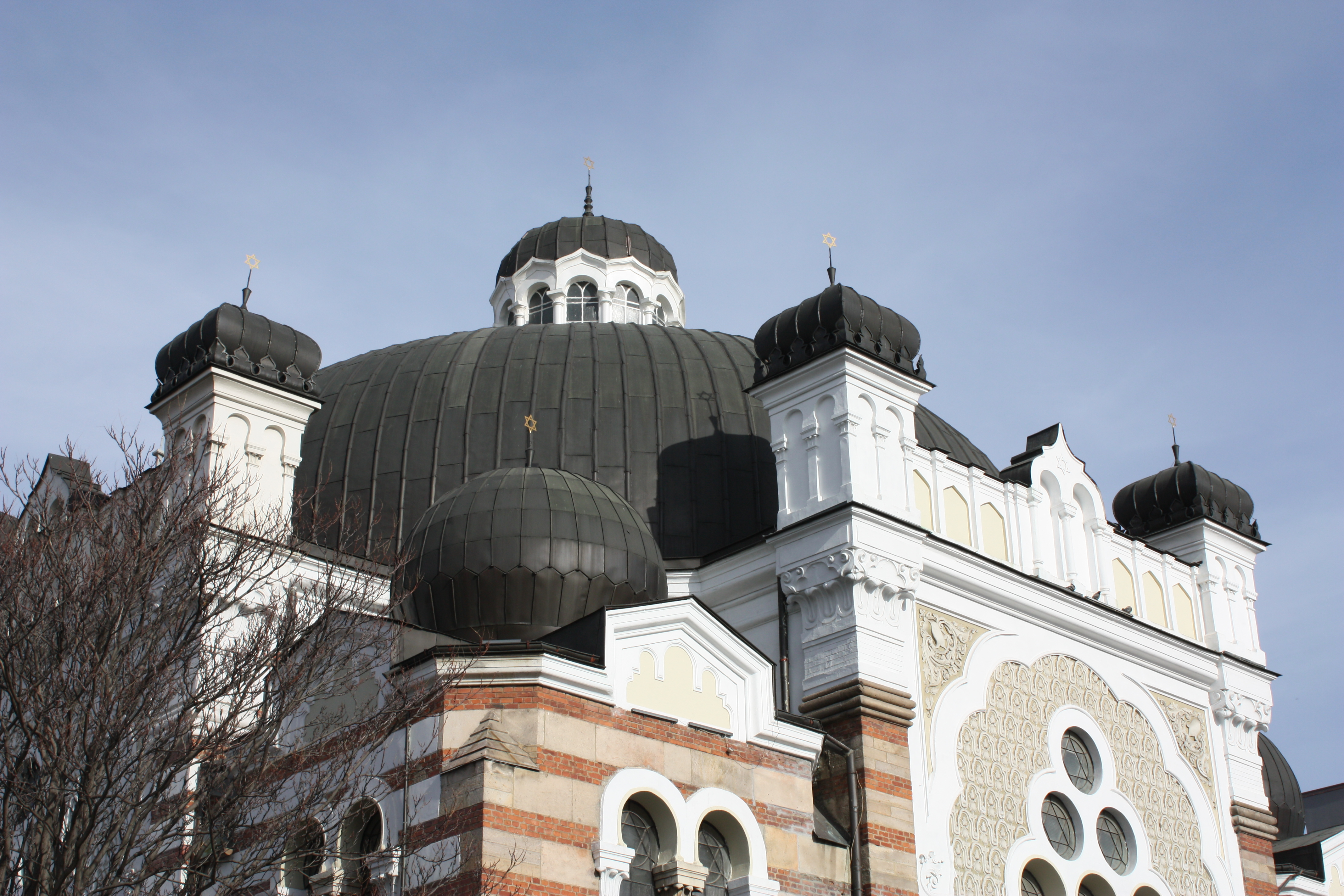
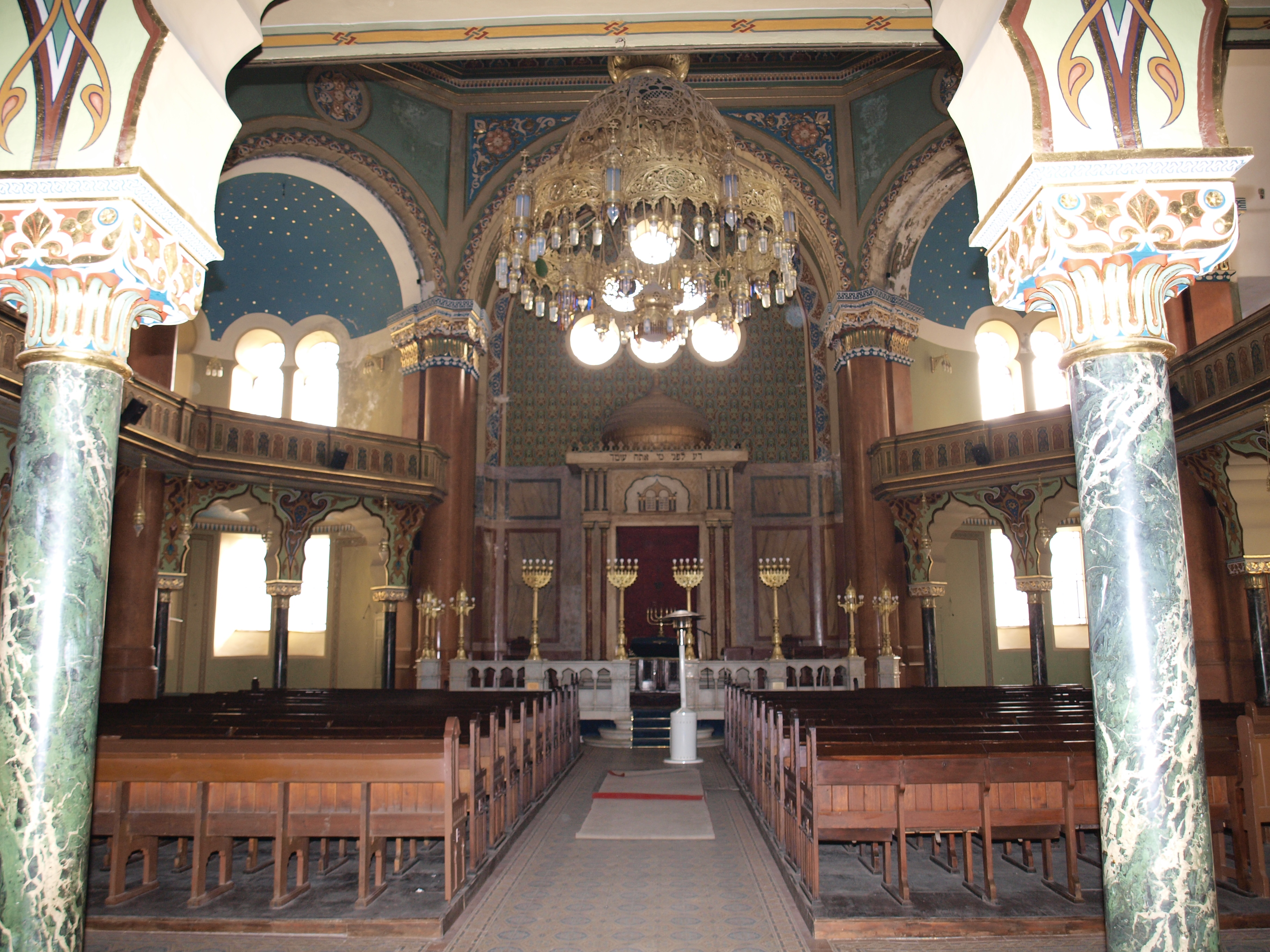
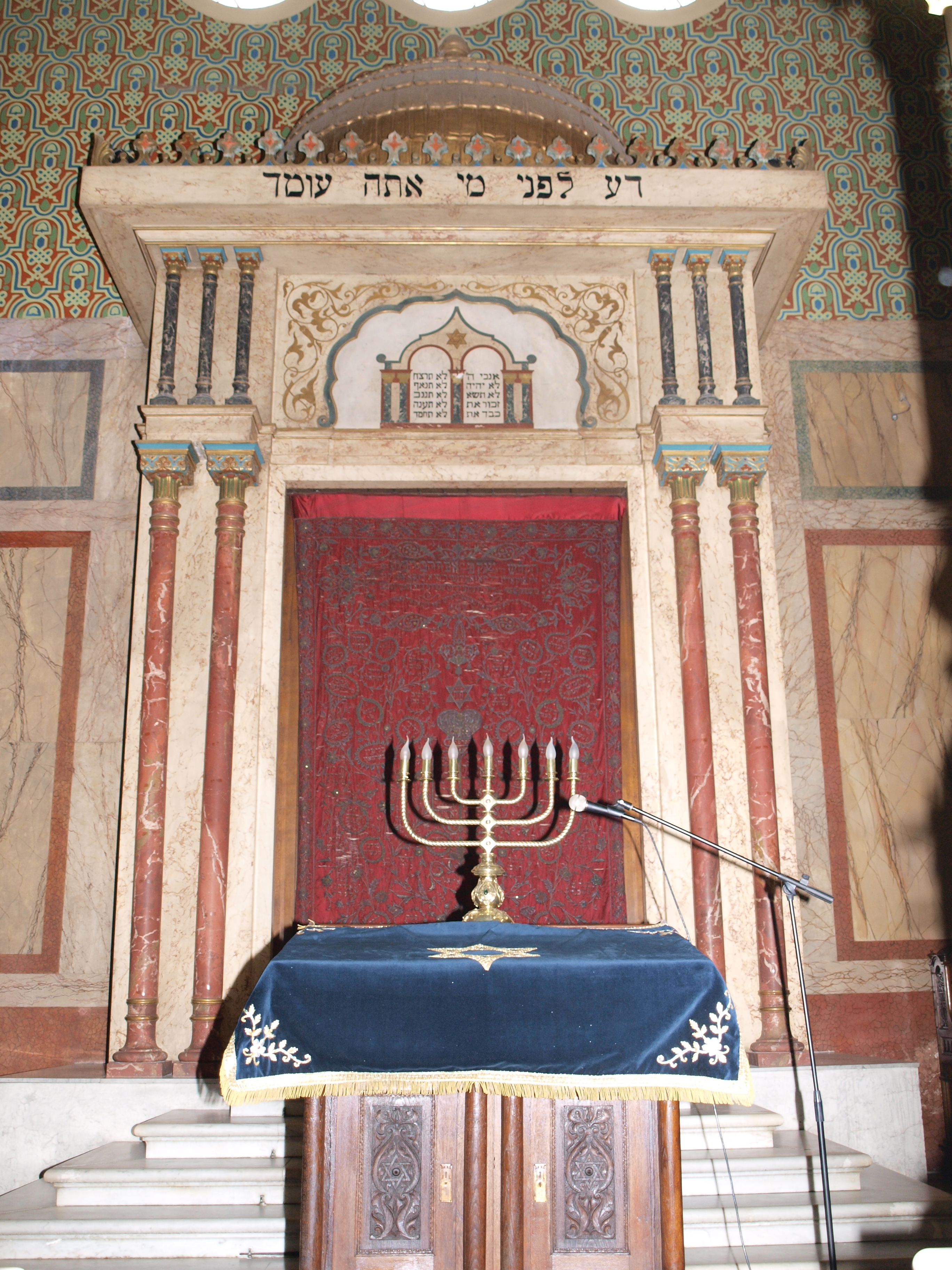
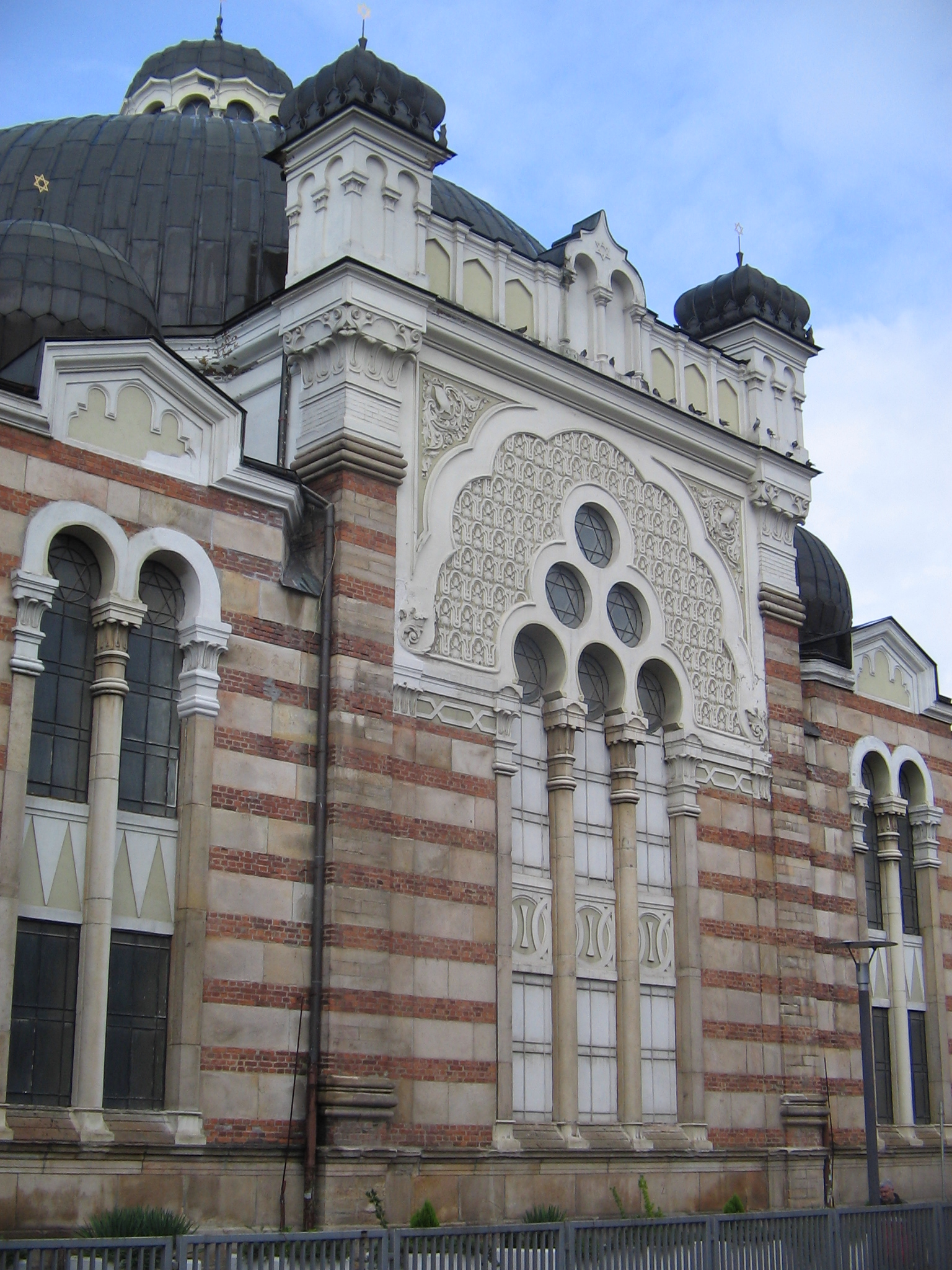
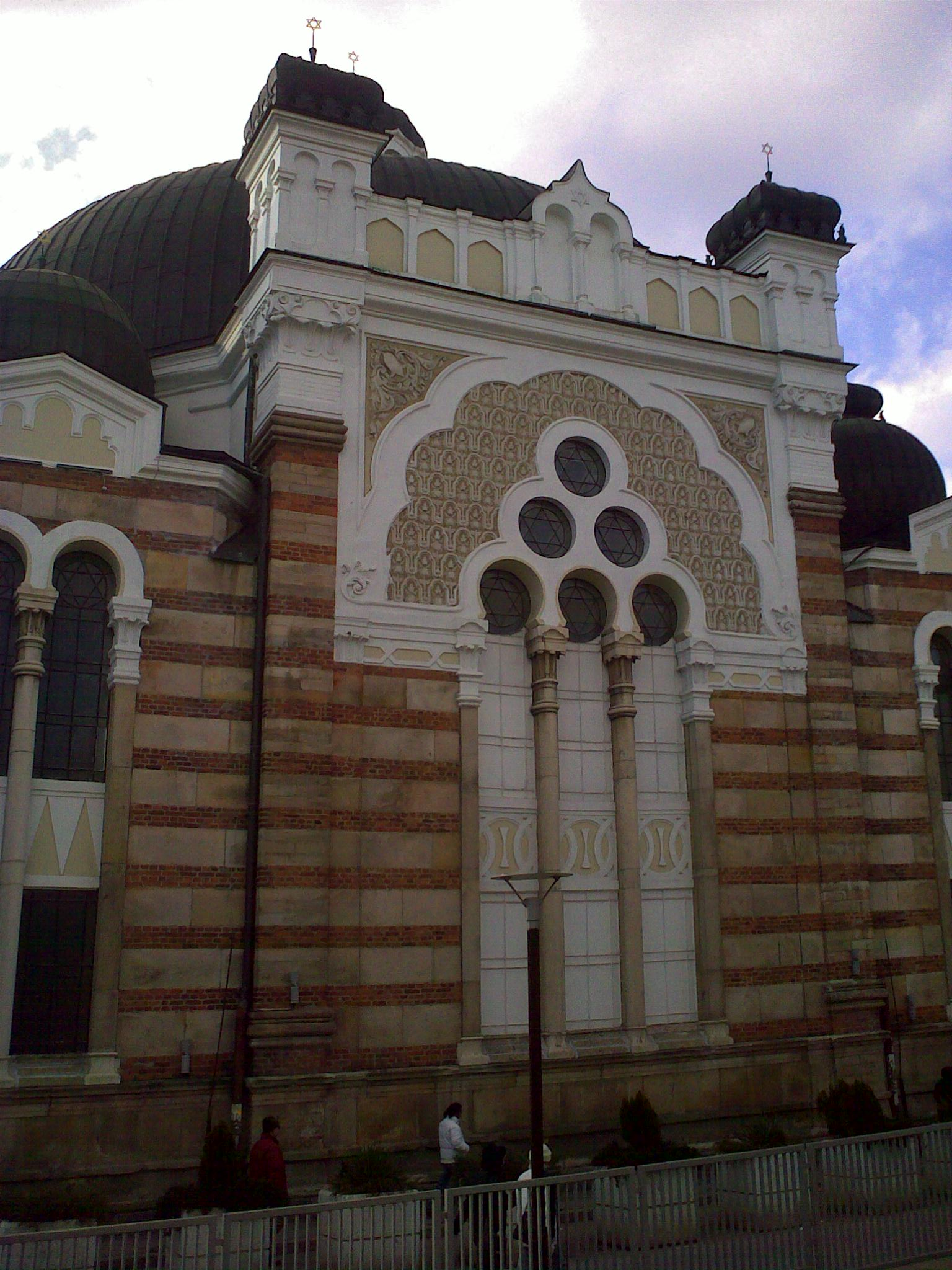
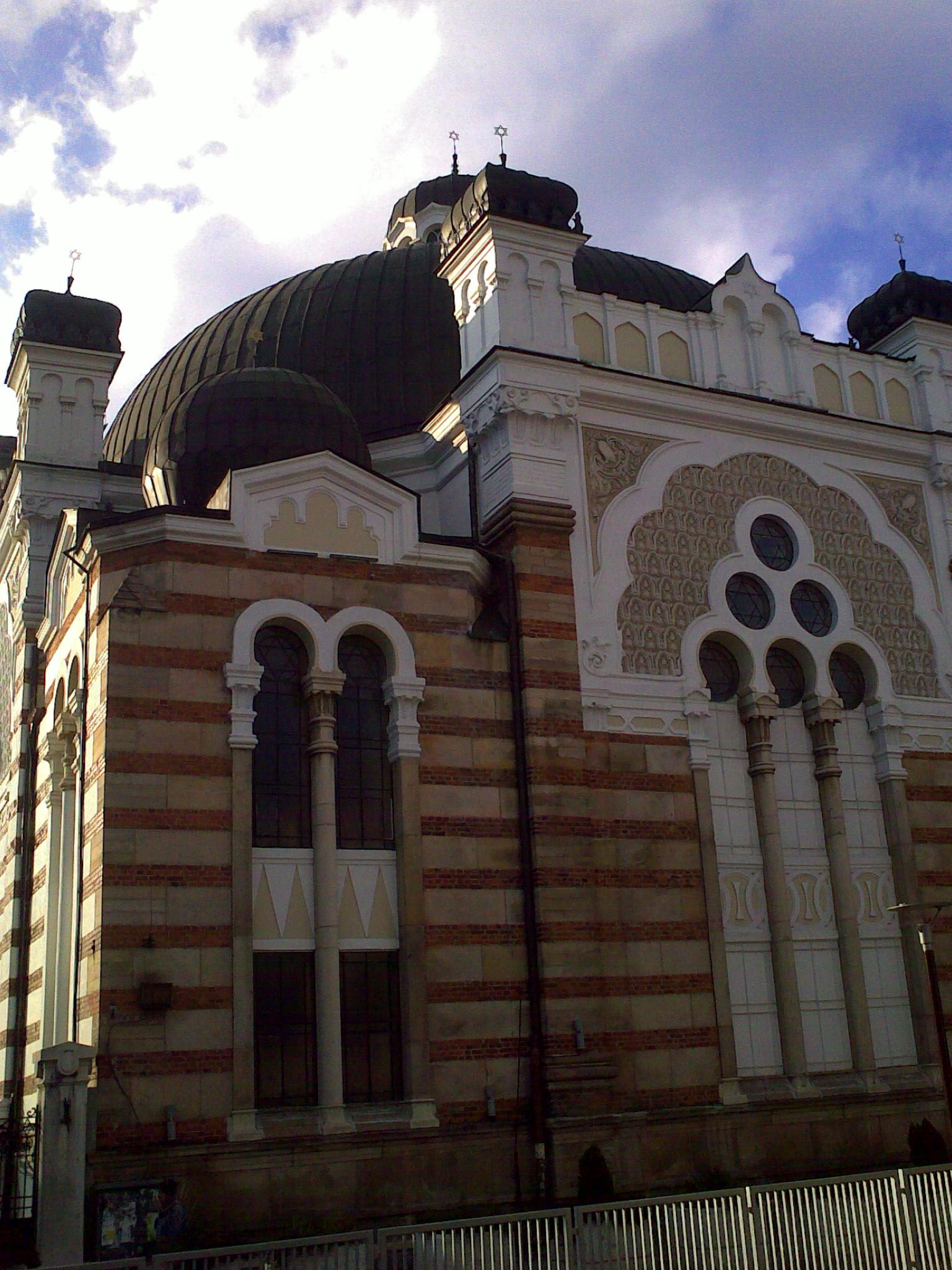
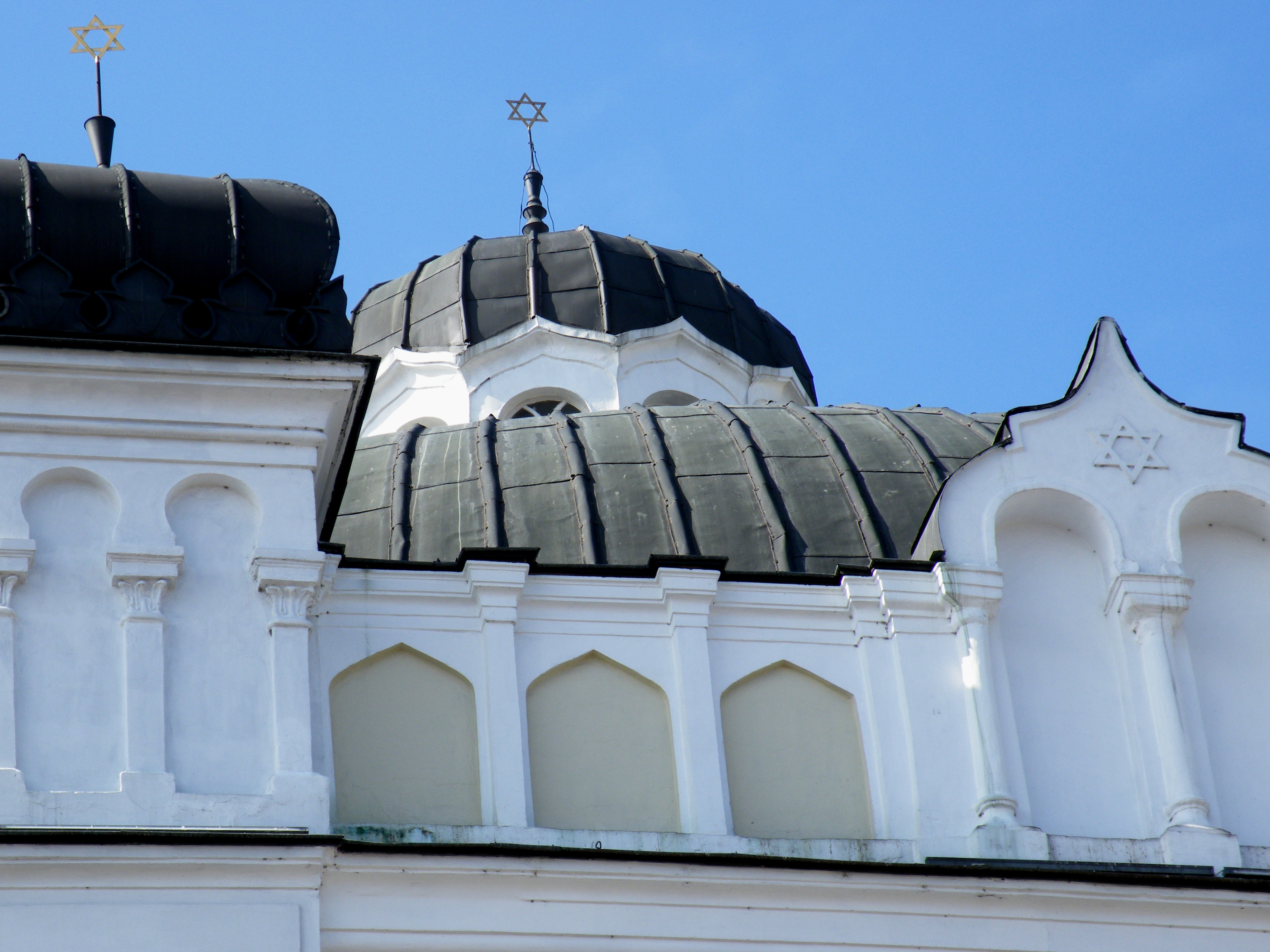